# Murdoc Niccals
Murdoc Niccals a brit virtuális együttes, a Gorillaz virtuális, angol basszusgitárosa. Phil Cornwell hangján szólal meg, eredetileg pedig Damon Albarn és Jamie Hewlett hozták létre a szereplőt.

## Karakterisztika, megjelenés
Hewlett azt mondta, Murdoc játszotta a legnagyobb szerepet a Gorillaz létrejöttében, és mindig mérges amiatt, hogy nem ő az együttes frontembere, bár gyakran őt tekintik a banda vezetőjének. Hewlett azt mondta, Murdoc megjelenése és személyisége alapjául a fiatalkori Keith Richards szolgált. 2008-ban, a 2. fázisban Niccals porig égette az együttes otthonát, a "Kong Studios"t, amit később véletlenszerű tinikre kent később, majd ezután pénzt szerzett, és később azért szerzett pénzt, hogy magának és együttesének egy biztonságos és privát otthont szerezzen. Ezután mindenhova kamerákat szereltetett, majd közölte a helyszín koordinátáit.
Miután sokáig hajózott, később Niccals talált egy végleges helyszínt, mely a későbbi harmadik stúdiójuknak nevet adó Plastic Beach lett. Azért nevezte el így, mert tele volt szeméttel és műanyaggal. Úgy gondolta, jó ötlet szép lazacszínűre kifesteni, a tetejére pedig egy poenthouse-t tervezett. A csoport megmaradt része (Mainly Murdoc, 2D, az énekes és Noodle kiborg változata) felvehetnék a harmadik albumukat.